# 勞登縣 (田納西州)
勞登县（英語：Loudon County）是美國田納西州東部的一個縣。面積641平方公里。根據美國2000年人口普查，共有人口39,086人。縣治勞登（Loudon）。
成立於1870年6月2日 （原名Christiana縣，7月7日改名）。縣名來自勞登堡 （紀念殖民地時期維吉尼亞殖民地總督約翰·坎貝爾，第四代勞登伯爵）。